# George Sandys

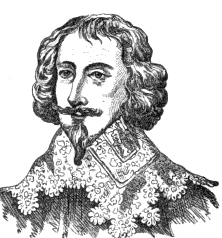
Porträt von George Sandys

George Sandys (* 2. März 1578 im Bishopthorpe Palace bei York; † März 1644 in Boxley Abbey bei Maidstone, Kent) war ein englischer Reisender, Kolonist und Dichter.

## Leben
George Sandys war der siebte und jüngste Sohn von Edwin Sandys, Erzbischof von York, sowie ein jüngerer Bruder des englischen Politikers Edwin Sandys. Er besuchte wahrscheinlich zuerst St Peter’s School in York und danach ab Dezember 1589 St Mary Hall (Oxford), erreichte aber keine akademische Würde. 1610 begab er sich auf Reisen, die ihn zuerst nach Frankreich führten. Von Norditalien aus begab er sich über Venedig nach Konstantinopel, und von dort nach Ägypten, den Berg Sinai, Palästina, Zypern, Sizilien, Neapel und Rom. Der Bericht seiner Reisen im Nahen Osten, der wie alle seine Werke Karl I. (entweder als Kronprinz oder König) gewidmet ist, erschien 1615 unter dem Titel The Relation of a Journey begun in anno Domini 1610, in four books und erlebte im 17. Jahrhundert neun Auflagen. Ab der fünften Auflage von 1652 trug dieser Bericht den Titel Sandys Travailes. 1669 kam eine deutsche Ausgabe heraus. Das Werk trug erheblich zur Ausweitung der damaligen Kenntnisse der Geographie und Ethnologie bei.
Sandys interessierte sich auch für die frühe britische Kolonisierung Amerikas. Im April 1621 stieg er zum kolonialen Schatzmeister der Virginia Company of London auf und segelte mit dem Gatten seiner Nichte, Sir Francis Wyatt, nach Virginia. Wyatt fungierte in der Folge als neuer Gouverneur Virginias. Als Virginia eine britische Kronkolonie wurde, trat Sandys im August 1624 in den dortigen Verwaltungsrat ein und wurde 1626 und 1628 in dieser Stellung bestätigt. 1631 bewarb er sich vergeblich um den Posten des Sekretärs der neuen Sonderkommission für eine bessere Plantagenbewirtschaftung Virginias. Kurz darauf kehrte er endgültig nach England zurück und wurde von Karl I. zum Gentleman of the Bedchamber ernannt.
Bereits 1621 hatte Sandys eine in Heroic Couplets verfasste englische Teilübersetzung von Ovids Metamorphosen publiziert, die er 1626 vollendete. 1632 gab er eine überarbeitete Ausgabe heraus. Hauptsächlich auf diesem Werk beruhte im 17. und 18. Jahrhundert sein Ruf als Dichter. Er begann auch eine Bearbeitung von Vergils Aeneis, legte aber hiervon nur ein Buch vor. 1636 veröffentlichte er seine berühmte Paraphrase upon the Psalms and Hymns dispersed throughout the Old and New Testament; 1640 übersetzte er aus dem Lateinischen Grotius’ Passion Christi; und 1641 brachte er sein letztes Werk heraus, eine Paraphrase of the Song of Songs. Er starb unverheiratet im März 1644 im Alter von 66 Jahren in der Boxley Abbey nahe Maidstone.
Sandys war ein Wegbereiter der Heroic Couplets von John Dryden und Alexander Pope, die beide Sandys’ Lyrik priesen. John Milton stützte sich bei seiner Ode on the Passion stark auf Sandys’ Hymn to my Redeemer, die in dessen Reisebericht an der Stelle der Beschreibung seines Besuchs der Grabeskirche eingefügt ist.